# Senja
Senja (nordsamiska: Sážža) är näst Hinnöya Norges största ö (Svalbard exkluderat), i Senja kommun i Troms fylke i Nordnorge. Ön har en yta av 1 586,3 km² och hade 2007 cirka 7 800 invånare. Topografin varierar från branta fjällsidor med inskurna fjordar mot Atlanten i nord och väst till bördiga skogs- och odlingsbygder vettande mot fastlandet i sydost.
Största tätort är Silsand, (1 535 invånare 2015.01.01), i Lenvik kommun, vilken kan betraktas som en förort till staden Finnsnes på fastlandet. De båda orterna förbinds numer av den 1 147 metet långa Gisundsbron.
Tätorten Gryllefjord på öns västsida har sommartid färjeförbindelse med Andenes på Andøya. Det finns snabbfärjor, som inte fraktar bilar, från Skrollsvika i sydväst, med förbindelse till Harstad. Hurtigruten anlöper Finnsnes på fastlandet.  
På öns södra del finns nationalparken Ånderdalen nationalpark.
Fram till och med 2019 var ön delad mellan de fyra dåvarande kommunerna Berg, Torsken, Tranøy och Lenvik. Dessa fyra kommuner bildade den 1 januari 2020 Senja kommun.